# Олсуфьев, Василий Дмитриевич
Граф (с 1856) Василий Дмитриевич Олсуфьев (21 июля [1 августа] 1796, Москва, Российская империя — 23 февраля 1858, Рим, Папская область) — состоятельный помещик, участник войны 1812 года, московский гражданский губернатор, обер-гофмейстер, приближённый Александра II в бытность его цесаревичем. Родоначальник графской ветви Олсуфьевых, устроитель усадьбы Ершово.

## Биография
Родился в Москве, внук екатерининского статс-секретаря Адама Васильевича Олсуфьева, сын действительного статского советника Д. А. Олсуфьева, бывшего в 1807—1808 годах московским губернским предводителем дворянства, от брака с  Дарией Александровной Делицыной, «воспитанницей» (внебрачной дочерью) вице-канцлера князя A. M. Голицына. Имел старшего брата Александра.
Образование получил в Пажеском корпусе, по окончании курса которого в апреле 1813 года был произведён в корнеты Ахтырского гусарского полка. В составе этого полка, под командованием Д. В. Давыдова, он принял участие в походе во Францию и за отличия в сражениях был награждён 18 апреля 1814 года орденом Св. Анны 4-й степени и в мае переведён в лейб-гвардии Гусарский полк. После возвращения в 1815 году в Россию Олсуфьев познакомился с А. С. Пушкиным.
По семейным обстоятельствам (болезнь матери) 7 января 1820 года он оставил военную службу и вскоре выехал за границу, где часто встречался и совершал путешествия с В. А. Жуковским. В 1822 году, вернувшись в Россию, он поселился в родовом имении Ершово, где его заботами был создан замечательный усадебный комплекс. В это время он женился на Марии Алексеевне Спиридовой.
В 1825 году он был назначен почётным смотрителем Звенигородского уездного училища; с 1828 по 1836 годы избирался звенигородским уездным предводителем дворянства. В 1830 году Олсуфьев был пожалован в камергеры, а в 1836 году в церемониймейстеры.
Назначенный 13 февраля 1838 году московским гражданским губернатором, с производством в действительные статские советники, Олсуфьев через два года, 12 октября 1840 года, был переведён в Петербург и назначен состоящим в должности гофмаршала двора цесаревича Александра Николаевича и с этих пор до конца жизни состоял в придворной службе, был пожалован чином обер-гофмейстера (июль 1850) и награждён многими орденами. В связи с коронационными торжествами 26 августа 1856 года В. Д. Олсуфьев был возведён в графское достоинство.

В середине мая 1857 года вместе с женой выехал из России для лечения. Скончался скоропостижно от аневризмы в Риме 23 февраля 1858 года; был погребён в Москве на кладбище Данилова монастыря рядом с могилами своих предков. В. А. Муханов писал в дневнике:
Пришло известие о кончине графа Олсуфьева, умного, доброго и истинно-русского человека. Горячо любя своё отечество, он держался старинной простоты в жизни, избегал утонченностей новейшего комфорта и роскоши, но притом любил изобилие за столом своим, за которым сидел как патриарх, окруженный многочисленным семейством. Все западное противно было его чистому, родному, патриотичному чувству. Обращение его отличалось особенным радушием, и присутствие при дворе принесло много пользы.

## Личные качества
По свидетельствам современников, граф Олсуфьев отличался мягким добрым сердцем и религиозностью. Состоя гофмейстером сначала цесаревны, а потом императрицы Марии Александровны, он, по её собственному признанию, укрепил её в истине православной веры. Состоял в дружеских отношениях со многими светскими и духовными писателями (в особенности с Жуковским), поддерживавшими с ним оживленную переписку, отчасти проникшую и в печать. В огромном эпистолярном наследии московского митрополита Филарета определённую роль занимает переписка с В. Д. Олсуфьевым: выписка из одного письма (от 29 октября 1853), касавшаяся стологадания, была опубликована (без указания адресата) в журнале «Христианское чтение», а затем в «Русской старине» (О столоверчении // Русская старина. — 1894. — Т. 81. — № 1. — С. 214—217). В 1898 году в «Христианском чтении» были опубликованы 9 писем Олсуфьева, а в 1909 году — в «Русском архиве» — были напечатаны 42 письма митрополита Филарета Олсуфьеву.
Граф Олсуфьев жил в своём доме на Фонтанке, а летом вместе с цесаревичем уезжал в Петергоф или Царское Село. М. А. Корф вспоминает случай, когда Николай I, проезжая в тумане по царскосельским садам, «вдруг заметил сквозь обыкновенную нашу осеннюю мглу огненный шар, носившийся, казалось, высоко в небесах и ежеминутно менявшийся в цвете»

По возвращении во дворец государь тотчас послал фельдъегеря на Пулковскую обсерваторию спросить: замечено ли там это явление и обращено ли на него должное внимание? Ответ был, что ничего не видели и что притом густой туман не позволял вообще никаких наблюдений. Позже, когда придворные собрались на обыкновенный вечер у императрицы, государь рассказал перед всеми о виденном им феномене, и что же оказалось? Гофмаршал цесаревича, Олсуфьев, чистосердечно сознался, что это был воздушный шар из разноцветной бумаги, освещённый изнутри несколькими свечами и пущенный им для забавы своих детей! От тумана он принимал разные фантастические формы и притом представлялся по виду гораздо большим в отдалении.
Сыновья графа Олсуфьева вместе с будущим Александром III регулярно исполняли в Царском Селе септеты для медных инструментов. C его сыновьями и племянниками был хорошо знаком Л. Н. Толстой. Прекрасный семьянин, граф Олсуфьев, по суждению А. Ф. Тютчевой, был человеком «разочарованным, во всяком деле видящим только затруднения и осложнения». В его вологодском имении помощником управляющего лесными имениями служил отец В. А. Гиляровского; будущий писатель в этом имении и родился.
В. Д. Олсуфьев имел добрые отношения с викариями Московской епархии епископами Дмитровскими, которые местоприбыванием имели находившийся недалеко от Ершово, Саввино-Сторожевский монастырь. особенно тёплые взамиотношения сложились с Иннокентием (Сельнокриновым) и Иосифом (Богословским). Помимо церкви в Ершово на средства Олсуфьева была выстроена церковь в другом его имении — селе Голубеях Брянского уезда.

## Награды
- Орден Святого Станислава 1-й степени (13 сентября 1839)[10]
- Орден Святой Анны 1-й степени (15 апреля 1841); императорская корона к ордену (9 октября 1843)[11]
- Орден Белого орла (21 апреля 1846)[12]
- Орден Святого Владимира 2-й степени (16 апреля 1848)[13]
- Орден Святого Александра Невского (19 апреля 1853); алмазные украшения (апрель 1855)
- Орден Красного орла 2-го класса со звездой (1843, королевство Пруссия)[14]

## Семья
Жена (с 1830) —  Мария Алексеевна Спиридова (1799—1878), дочь адмирала Алексея Григоревича Спиридова от брака его с Екатериной Фёдоровной фон Швебс; с 1827 года фрейлина императриц Марии Федоровны и Александры Федоровны. По воспоминаниям внучки, в молодости Мария Алексеевна была влюблена в барона Егора Мейендорфа и по обычаю времени как-то гадала на него на святки. Явившейся ей во сне барон, упрямо повторял: «Я не женюсь на тебе!». Сон сбылся: они не поженились, но их дети все-таки вступили в брак. Она была милой, доброй и тихой женщиной, не любившей света и много времени проводившей за вышиванием и за книгами. 
В противоположность мужу была реалистического склада ума, имела склонность к математике и любила музыку. В 1857 году была пожалована в кавалерственные дамы ордена Св. Екатерины малого креста. Последние годы жила летом на даче в Ораниенбауме, зиму — в Петербурге. Скончалась от саркомы желудка в доме дочери своей Мейендорф в селе Томашевке Киевской губернии и была похоронена рядом с мужем в Москве в Даниловском монастыре. В браке имела семерых детей:
- Алексей Васильевич (1831—1915), генерал, филолог, женат на Александре Андреевне Миклашевской (1831—1929).
- Адам Васильевич (1833—1901), генерал-лейтенант, женат на Анне Михайловне Обольяниновой (1835—1899), племяннице канцлера А. М. Горчакова; у них сыновья Дмитрий, Михаил, дочь Елизавета.
- Ольга Васильевна (1835—1915), замужем за А. А. Васильчиковым, владельцем усадьбы Коралово (неподалёку от Ершова).
- Дарья Васильевна (1836—1913), фрейлина, вышла очень поздно замуж за Антуана Моро, вероятно, сына Анны-Екатерины-Шарлотты Бутье де Сенглин (1777—1854) от брака с Жаном-Пьером-Теодором Моро де Мельтиер (1781—1848), пленным французским офицером. В середине 1810-х семья Моро жила в Муратово, была знакома с Жуковским. Графиня была автором переводов, оригинальных романов, драм. Не имея детей, супруги посвятили себя благотворительной деятельности, создали и содержали несколько приютов в Петербурге и Москве. Во 2-й пол. 19 века переехали в Литву — имение Даубишкяй, где содержали приют для 14 девочек.
- Александра Васильевна (23.02.1838[17]—1913), замужем за графом Н. Н. Зубовым.
- Мария Васильевна (1841—1921), в замужестве с 1867 года за Ф. Е. Мейендорфом (1842—1911), сыном барона Е. Ф. Мейендорфа.
- Александр Васильевич (1843—1907), генерал-адъютант, начальник канцелярии императорской главной квартиры Александра III. Был женат на графине Екатерине Львовне Соллогуб (1847—1902).

- Алексей Васильевич,
сын
- Адам Васильевич, 
сын
- Дарья Васильевна,
 дочь
- Александра Васильевна,
 дочь
- Мария Васильевна,
 дочь